# Gostomysl

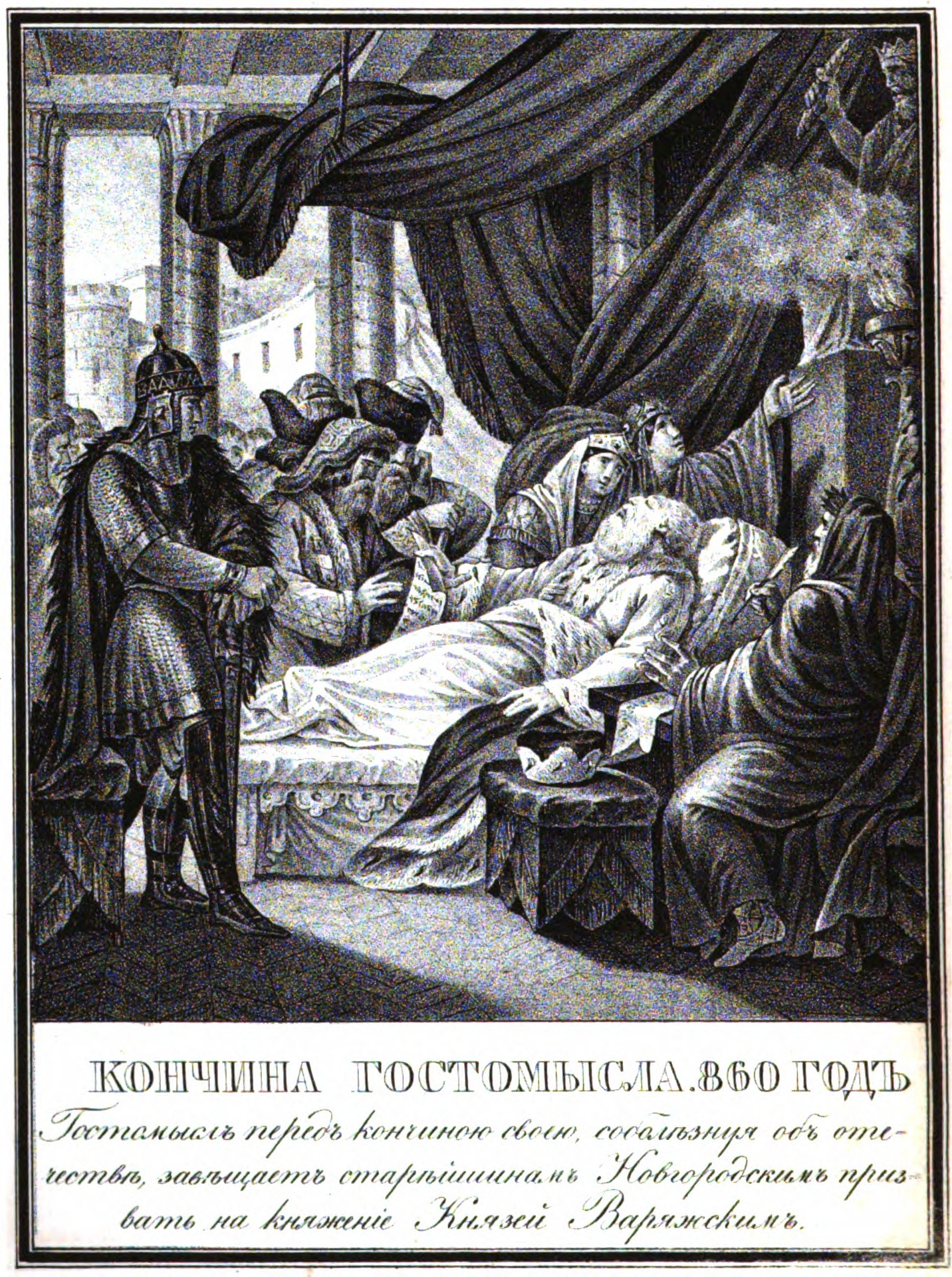
Gostomysl

Gostomysl, en rysk legendarisk personlighet, som ställts i samband med den varjagiska frågan om ryska statens grundläggning. Enligt den s.k. Joakimovska krönikan skulle Gostomysl ha förjagat varjagerna, som besegrat hans fader Burivoj. Efter en underlig dröm hade G. inkallat Rurik och dennes båda bröder för att genom deras giftermål med hans döttrar trygga dynastiens bestånd. 
Enligt en annan krönika var G. den förste (slaviske) ståthållaren i Novgorod. Redan Gerhard Müller kritiserade dessa uppgifter, och Karamzin betecknade dem med rätta som fantastiska påhitt, som efter hand insmugglats i krönikorna. På Volotorofältet nära Novgorod finns en kulle, som av folktraditionen fortfarande betecknas såsom Gosomysls gravhög (Cholm Gostomysla).